# Sedlnice (potok)
Sedlnice je malá říčka tekoucí v okrese Nový Jičín v Moravskoslezském kraji. Je to pravostranný přítok řeky Odry. Délka jejího toku činí 23,7 km. Plocha povodí měří 59,2 km².

## Průběh toku
Sedlnice pramení severně od Veřovic v nadmořské výšce okolo 500 m. Po celé své délce teče převážně severním směrem. Nejprve protéká Ženklavou a Štramberkem, kde napájí vodní nádrž Štramberk. Dále protéká Závišicemi a níže po proudu stejnojmennou obcí, kde se nachází přírodní památka Sedlnické sněženky. Na severním okraji Sedlnic odbočuje z říčky umělý kanál napájející soustavu rybníků nacházejících se mezi Studénkou, Novou Horkou a Albrechtičkami. Rybníky Kotvice a Nový rybník jsou součástí přírodní rezervace Kotvice. Do Odry se říčka Sedlnice vlévá zprava u Nové Horky v nadmořské výšce 234 m.

### Větší přítoky
- Libotínský potok – levostranný přítok ústící do Sedlnice pod vodní nádrží Štramberk.
- Rybský potok – levostranný přítok vlévající se do Sedlnice nad Závišicemi.

## Vodní režim
Průměrný průtok Sedlnice u ústí činí 0,56 m³/s. Stoletá voda zde dosahuje 74,9 m³/s.